# Юровський Веніамін Мойсейович
Юровський Веніамін Мойсейович (18 травня 1910 — 21 вересня 1958) — інженер-будівельник, педагог.

## Біографія
Народився 18 травня 1910 року.
З листопада 1946 року до 1958 року працював у Київському інженерно-будівельному інституті. 26 вересня 1951 року захистив дисертацію кандидата технічних наук на тему «Дослідження конструктивних рішень залізобетонних каркасів багатоповерхових громадських будівель». З 1953 року доцент. З 1954 року працював за сумісництвом в інституті «Київпроект». В 1953–1955 роках викладав за сумісництвом у Київському технологічному інституті харчової промисловості.
1958 рік — робота за сумісництвом в НДІ будівельних конструкцій. Брав участь у розробці проекту адміністративного будинку Київського міськвиконкому.

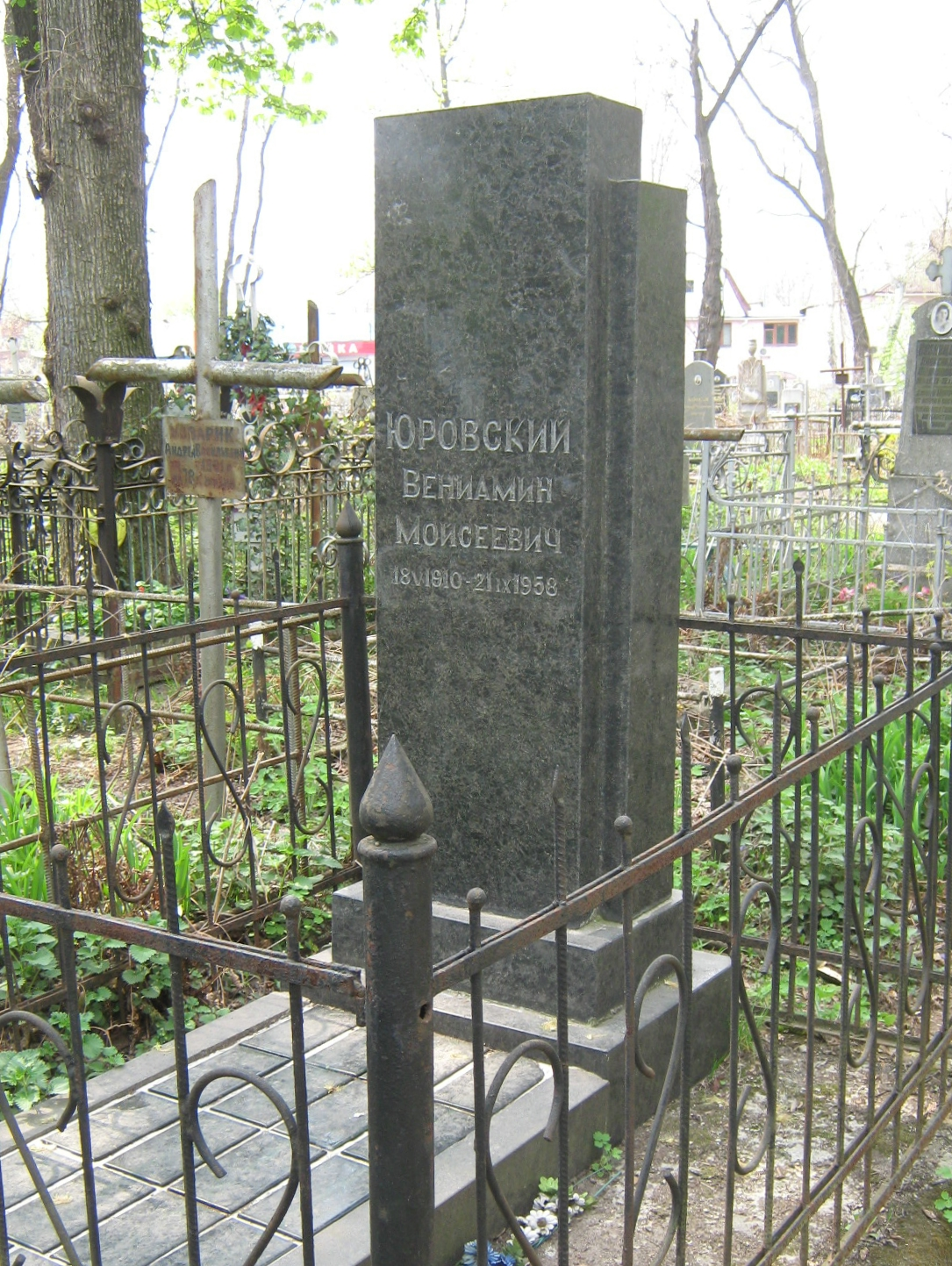
Могила Веніаміна Юровського

Помер 21 вересня 1958 року. Похований у Києві на Лук'янівському цвинтарі (ділянка № 26, ряд 11, місце 15). На могилі пам'ятник — гранітна стела.